# NGC 5103
NGC 5103 é uma galáxia espiral (S?) localizada na direcção da constelação de Canes Venatici. Possui uma declinação de +43° 05' 04" e uma ascensão recta de 13 horas, 20 minutos e 30,0 segundos.
A galáxia NGC 5103 foi descoberta em 9 de Abril de 1787 por William Herschel.